# Hurrà Juventus
Hurrà Juventus jest miesięcznikiem poświęconym całkowicie Juventusowi.
Pierwsze wydanie czasopisma ukazało się 10 czerwca 1915 dzięki ówczesnemu prezesowi Gioacchino Armaniemu. W październiku 1916 roku czasopismo przestało się ukazywać, publikację wznowiono w 1919 roku.
Czasopismo ukazuje się w całych Włoszech.